# Olšovany
Olšovany – wieś (obec) na Słowacji położona w kraju koszyckim, w powiecie Koszyce-okolice. Pierwsze wzmianki o miejscowości pochodzą z roku 1272. 
Według danych z dnia 31 grudnia 2012, wieś zamieszkiwało 596 osób, w tym 318 kobiet i 278 mężczyzn.
W 2001 roku rozkład populacji względem narodowości i przynależności etnicznej wyglądał następująco:
- Słowacy – 93,96%
- Romowie – 5,63%
- Ukraińcy – 0,2%
- Węgrzy – 0,2%

Ze względu na wyznawaną religię struktura mieszkańców kształtowała się w 2001 roku następująco:
- Katolicy rzymscy – 80,68%
- Grekokatolicy – 4,02%
- Ewangelicy – 0,8%
- Prawosławni – 0,6%
- Ateiści – 1,61%
- Nie podano – 1,61%